# 伊絲翠雅·莫倫特
伊絲翠雅·莫倫特（Estrella Morente，原名：Estrella de la Aurora Morente Carbonell，1980年8月14日—）是西班牙佛朗明哥女歌手。出生在西班牙南部格拉那達的Las Gabias。她是佛朗明哥男歌手安立奎·莫倫特的女兒。

## 唱片
- 我的歌跟一首詩 Mi cante y un poema (2001)
- 風的街道 Calle del Aire (2001)
- 女人們 Mujeres (2006), Mute Records
- Casacueva y escenario (2007) (DVD)

## 軼事
伊絲翠雅·莫倫特是 2006 年電影玩美女人中Penelope Cruz的佛朗明哥歌曲真正的歌手。